# Chrysauge flavelata
Chrysauge flavelata is een vlinder uit de familie van de snuitmotten (Pyralidae). De wetenschappelijke naam van de soort werd voor het eerst geldig gepubliceerd door Cramer in 1781.